# Opuscula Mathematica
Opuscula Mathematica – czasopismo matematyczne założone w 1937 roku w Krakowie przez polskiego matematyka, pierwszego rektora Akademii Górniczo-Hutniczej (wtedy Akademii Górniczej), współzałożyciela Polskiego Towarzystwa Matematycznego – profesora Antoniego Hoborskiego. 
Czasopismo jest wydawane przez Wydawnictwa AGH i ukazuje się w nim ok.  40 artykułów naukowych rocznie dotyczących aktualnych badań z wybranych dziedzin matematyki. Od roku 2002 do czerwca 2025 r. redaktorem  naczelnym czasopisma był prof. dr hab. Petru Cojuhari (z Wydziału Matematyki Stosowanej AGH). Aktualnie funkcję redaktora naczelnego pełni dr hab. Vicentiu D. Radulescu, prof. AGH (z WMS AGH), a jego zastępcą jest dr hab. Marek Galewski, prof. PŁ (z Instytutu Matematyki Politechniki Łódzkiej). Czasopismo ukazuje się zarówno w wersji elektronicznej (która jest jego wersją pierwotną), jak również w wersji drukowanej (30 egzemplarzy). Wszystkie artykuły publikowane są wyłącznie w języku angielskim. Czasopismo Opuscula Mathematica jest indeksowane m.in. w bazach Emerging Sources Citation Index (Clarivate Analytics), Scopus, MathSciNet (Mathematical Reviews), Zentralblatt MATH (zbMATH), Directory of Open Access Journals (DOAJ), Google Scholar i innych. 

## Tematyka
Opuscula Mathematica publikuje oryginalne prace badawcze z zakresu:
- matematyki dyskretnej,
- analizy funkcjonalnej,
- teorii operatorów,
- równań różniczkowych i różnicowych
- analizy harmonicznej,
- analiza nieliniowej,

oraz innych działów matematyki stosowanej.

## Historia
Pierwszym redaktorem pisma był Antoni Maria Emilian Hoborski. Pierwotnie ukazywało się jako wydawnictwo nieperiodyczne Zakładu Matematyki Akademii Górniczej w Krakowie i zawierało publikacje pracowników zakładu. Artykuły publikowano po francusku i niemiecku. W takiej formie ukazały się dwa zeszyty czasopisma.
W 1939 roku działalność redakcji przerwała wojna. Po wojnie w 1968 powstał Dział Zeszytów Naukowych AGH "Matematyka-Fizyka-Chemia" i przez pewien czas ukazywała się wydawana przez ten dział seria "Prace Matematyczne". W 1984 roku zdecydowano się powrócić do przedwojennej nazwy "Opuscula Mathematica". Od 1994 roku czasopismo było rocznikiem, od 2005 roku półrocznikiem a w latach 2008-2014 ukazywało się jako kwartalnik. Od roku 2015 czasopismo jest dwumiesięcznikiem.